# ديريك إس. بف
ديريك إس. بف (بالإنجليزية: Derek S. Pugh)‏ هو عالم نفس بريطاني، ولد في 31 أغسطس 1930 في لندن في المملكة المتحدة، وتوفي في 29 يناير 2015.